# Кергомар, Полина
Полина Кергомар (24 апреля 1838 года — 13 февраля 1925 года) — французский педагог, основательница детской школы во Франции.

## Ранние годы
Полина Реклю родилась в Бордо в 1838 году. Её отцом был Жан Реклю, инспектор школ Жиронды. Её дядя, Жак Реклю, преподавал в протестантском колледже Сент-Фой-ла-Гранде. Она провела свое детство с тетей Зелин в Ортезе. После возвращения в Бордо, она стала ученицей светского учреждения, которое стало норвежской школой Жиронды. Она стала учителем общеобразовательной школы в Жиронде. Она вышла замуж за Жюля Дюплессиса-Кергомара, литератора.

## Карьера
В 1879 году Полина Кергомар была назначена генеральным делегатом для осмотра приютов при поддержке Фердинанда Буйсона. Она была генеральным инспектором детских садов с 1881 по 1917 год. Кергомар была чрезвычайно активной, участвовала в конференциях, имела дело с региональными и национальными властями и проводила кампанию против детской бедности. Она путешествовала по всей Франции, осматривала школы, предлагая учителям свою образовательную доктрину, основанную на уважении к ребёнку.
Полина Кергомар и Чарльз Дефодон совместно редактировали «Ami de l’enfance», орган французской системы материнского образования.  В 1884 году бюджетная комиссия Французской палаты рассмотрела вопрос об устранении всех инспекторов детских садов. «L’Ami de l’enfance» поднял тревогу. Дефодон похвалил инспекцию как французскую традицию, которая использовала отличительные материнские таланты женщин. Caroline de Barrau отметила, что детские сады были созданы в качестве инициативы женщин, которую затем решило поддержать государство. Она умалила режим по сравнению с его предшественниками, которые ввели генеральных инспекторов. Неудовлетворительный компромисс заключался в том, что бы уволить четырёх инспекторов и сохранить остальных четырёх. 
С 1886 по 1892 год Кергомар была членом высшего совета народного образования. Её работа привела к реформе приютов и созданию детских садов с совершенно новой и светской системой образования.  Она присутствовала на Международном феминистском конгрессе 1896 года в Париже под председательством Марины Бонневий, в котором обсуждалось совместное обучение.  Большое внимание уделялось «Орфелин-де-Чемпай» (Cempuis orphanage — первая смешанная школа во Франции).  Она и Леопольд Лакур смогли получить согласие по окончательной резолюции в пользу перехода на совместную систему во всех странах.  В 1897 году она стала соучредителем «Народного союза» с Фердинандом Буйсоном, Морисом Бушором, Эмилем Дюкло и Теодором Стегом. 
С 1886 по 1892 год она была в Высшем совете публичной службы, работа которого привела к созданию детского сада в полностью обновленном и секуляризованном учении.